# Sportåret 1976

## Händelser

### Allmänt
- Februari - Paralympiska vinterspelen avgörs i Örnsköldsvik.[1]
- 4-15 februari - Olympiska vinterspelen avgörs i Innsbruck.[1]
- 26 juni - Boxningsvärldsmästaren Mohammed Ali, USA och sumobrottaren Antonio Inoki, Japan möts i en "match" i Tokyo som slutar oavgjort. Båda buas ut av publiken.[1]
- 17 juli-1 augusti - Olympiska sommarspelen avgörs i Montréal.[1]
- Augusti - Paralympiska sommarspelen avgörs i Toronto.[1]
- Sverige och USA inleder bandy-softbollutbytet.[2]

### Amerikansk fotboll
- Pittsburgh Steelers besegrar Dallas Cowboys med 21 - 17 i Super Bowl X (Final för 1975)

#### NFC (National Football Conference)
- - Lagen seedades enligt följande
- 1 Minnesota Vikings
- 2 Dallas Cowboys
- 3 Los Angeles Rams
- 4 Washington Redskins (Wild Card)
  - Omgång I
- Los Angeles Rams besegrar Dallas Cowboys med 14 – 12
- Minnesota Vikings besegrar Washington Redskins med 35 - 20

- - Omgång II - NFC-final
- Minnesota Vikings besegrar Los Angeles Rams med 24 - 13

#### AFC (American Football Conference)
- - Lagen seedades enligt följande
- 1 Oakland Raiders
- 2 Baltimore Colts
- 3 Pittsburgh Steelers
- 4 New England Patriots (Wild Card)
  - Omgång I
- Pittsburgh Steelers besegrar Baltimore Colts med 40 – 14
- Oakland Raiders besegrar New England Patriots med 24 - 21
  - Omgång II - AFC-final
- Oakland Raiders besegrar Pittsburgh Steelers med 24 – 7

### Badminton
- 27 mars - Thomas Kihlström och Bengt Fröman från Sverige vinner herrdubbeln då svenska mästerskapen avgörs i Örebro.[1]

### Bandy
- 7 mars - IK Göta blir svenska mästare för damer efter finalvinst över Katrineholms SK med 8-3 på Backavallen i Katrineholm.[3]
- 14 mars - Brobergs IF blir svenska mästare för herrar efter finalvinst över Falu BS med 6-2 på Söderstadion i Söderstadion.[4][5]
- Okänt datum – Oulun Luistinseura, Finland vinner Dex-cupen, dåvarande Ljusdal World Cup, genom att i finalen besegra Västerås SK med 3 - 2.

### Baseboll
- 21 oktober - National League-mästarna Cincinnati Reds vinner World Series med 4-0 i matcher över American League-mästarna New York Yankees.[6]

### Basket
- 14 april - Alvik BK, Stockholm blir svenska mästare för herrar.[1]
- 29 maj - Sovjet vinner damernas Europamästerskap i Frankrike före Tjeckoslovakien och Bulgarien.[7]
- 6 juni - Boston Celtics vinner NBA-finalserien mot Phoenix Suns.[8]
- 26 juli - Sovjet vinner den olympiska damturneringen i Montréal före USA och Bulgarien.[9]
- 28 oktober - USA vinner den olympiska herrturneringen i Montréal genom att finalslå Jugoslavien med 95-74.[10]
- Högsbo Basket, Göteborg blir svenska mästare för damer.

### Boxning
- 27-28 mars - Nordiska amatörmästerskapen avgörs i Oslo. Finland får sju mästare, Danmark tre och Sverige en.[1]
- 25 maj - Mohammed Ali, USA besegrar 31-årige Europamästaren Richard Dunn, Storbritannien i Olympiahalle i München.[1]
- 16 juni - 32-årige Joe Frazier, USA besegrar George Foreman, USA i Uniondale.[1]
- 28 september - Mohammed Ali, USA besegrar Ken Norton, USA i New York och behåller världsmästartiteln i tungviktsboxning.[1]

### Bordtennis
- 7 mars - Kjell Johansson vinner sin femte titel då svenska mästerskapen avgörs i Örebro.[1]
- 1 april - Jugoslavien blir europamästare i lag på herrsidan före Sverige genom att vinna finalen i Prag med 3-2.[1]
- 25-28 november - SOC avgörs i Kristianstad.[1]
- Stellan Bengtsson och Kjell Johansson, Sverige blir europamästare i herrdubbel genom att i finalen besegra M. Orlowski & J. Kunz, Tjeckoslovakien.

### Brottning
- 4 april - Nordiska mästerskapen i grekisk-romersk stil avgörs i Notodden. Sverige tar 13 titlar.[1]

### Bågskytte
- 20 juni - Rolf Svensson, Sverige blir Europamästare i bågskytte i Köpenhamn.[1]

### Cykel
- 12 september - Sven-Åke Nilsson, Sverige vinner Tour de l'Avenir i Frankrike.[1]
- 16 november - Bernt Johansson tilldelas Svenska Dagbladets guldmedalj.[1]
- Bernt Johansson, Sverige vinner landsvägsloppet vid Olympiska sommarspelen 1976
- Freddy Maertens, Belgien vinner landsvägsloppet vid VM
- Felice Gimondi, Italien vinner Giro d'Italia för tredje gången
- Lucien van Impe, Belgien vinner Tour de France
- José Pessarodona, Spanien vinner Vuelta a España

### Fotboll
- 14 mars - Marocko vinner afrikanska mästerskapet i Addis Abeba i Etiopien före Guineas och Nigeria.[11]
- 5 maj - RSC Anderlecht vinner Europeiska cupvinnarcupen genom att besegra West Ham United FC med 4–2 i finalen på Heyselstadion i Bryssel.[12]
- 1 maj - West Ham United FC vinner FA-cupfinalen mot Manchester United FC med 1-0 på Wembley Stadium.[13]
- 11 maj - Sverige åker på hemmastryk mot Danmark i fotboll för första gången sedan 1937, då danskarna vinner en landskamp med 2-1 på Ullevi i Göteborg.[1]
- 12 maj - FC Bayern München vinner Europacupen för mästarlag genom att besegra AS Saint-Etienne med 1–0 i finalen på Hampten Park i Glasgow.[12]
- 19 maj - Liverpool FC vinner UEFA-cupen genom att besegra Club Brugge KV i finalerna.[12]
- 20 maj - Publikrekord för Division II noteras då 50 690 personer ser matchen GAIS-IFK Göteborg (1-3) på Nya Ullevi i Göteborg.[14]
- 30 maj – AIK vinner Svenska cupen genom att finalslå Landskrona BoIS med 3-0 i returen i Solna, sedan första mötet slutat 1-1.[15]
- 13 juni - Iran vinner i Iran asiatiska mästerskapet för herrar för tredje gången i rad. I finalen på Azadistadion i Teheran besegrar man Kuwait med 1–0.[16]
- 20 juni - Tjeckoslovakien blir Europamästare efter finalseger efter straffsparksläggning mot Västtyskland på Stadion Crvena Zvezda i Belgrad.[17]
- 11 juli - Danmark blir nordiska dammästare i Sverige före Sverige och Finland.[18]
- 31 juli – Östtyskland vinner den olympiska turneringen genom att vinna finalen mot Polen med 3-1 i Montréal.[19]
- Okänt datum – Southampton FC vinner FA-cupen genom att i finalen besegra Manchester United FC med 1-0.
- Okänt datum – Franz Beckenbauer, Västtyskland, utses till Årets spelare i Europa.
- Okänt datum – Elías Figueroa, Chile, utses till Årets spelare i Sydamerika för tredje året i rad.
- Okänt datum – Roger Milla, Kamerun, utses till Årets spelare i Afrika.

#### Ligasegrare / resp. lands mästare
- Belgien - Club Brugge
- England - Manchester United FC
- Frankrike - AS Saint-Étienne
- Italien - Torino FC
- Nederländerna – PSV Eindhoven
- Skottland - Rangers FC
- Portugal – CF Os Belenenses
- Spanien - Real Madrid CF
- Sverige - Halmstads BK
- Västtyskland - 1. FC Köln

### Friidrott
- 2 maj - Mac Wilkins, USA noterar nytt världsrekord i diskus för herrar, 70,86 meter, vid tävlingar i San José och blir därmed först att kasta skivan över 70 meter.[1]
- 21 maj - Wolfgang Schmidt, Östtyskland noterar Europarekord i diskus vid tävlingar i Köln, där han kastar 68.60 meter.[1]
- 29-30 maj - Svenska stafettmästerskapen avgörs på Arosvallen i Västerås.[1]
- 4-5 september - Finnkampen avgörs på Helsingfors Olympiastadion. Finland vinner herrkampen med 223-87, och damkampen med 91-66.[1]
- 18 september - Venjamin Soldatenko, Sovjetunionen blir världsmästare på 50 meter gång för herrar i Malmö.[1]
- 3 oktober - Lidingöloppet springs.[1]
- 31 december - Edmundo Warnke, Chile vinner herrklassen och Christa Vahlensieck, Västtyskland vinner damklassen vid Sylvesterloppet i São Paulo.[20]

- Jack Fultz, USA vinner herrklassen vid Boston Marathon.[21] medan Kim Merritt, USA vinner damklassen.[22]

- Friidrottstävlingarna vid Olympiska sommarspelen 1976 avgörs på Stade Olympique i Montreal, Kanada
  - Anders Gärderud tar guldmedalj på 3 000 m hinder

- Svenska mästerskapen avgörs på Slottskogsvallen i Göteborg
  - Dan Glans blir svensk mästare på 3 000 m hinder, 5 000 m och 10 000 m

### Golf

#### Herrar
- Mest vunna prispengar på PGA-touren: Jack Nicklaus, USA med 266 439$

##### Majorstävlingar
- The Masters - Ray Floyd, USA
- US Open - Jerry Pate, USA
- British Open - Johnny Miller, USA
- PGA Championship - Dave Stockton, USA

#### Damer
- 9 oktober - Nancy Lopez, USA blir världsmästare i Vilamoura före Catherine Lacoste, Frankrike och Liv Forsell-Wollin, Sverige.[1]
- Mest vunna prispengar på LPGA-touren: Judy Rankin, USA med 150 734$

##### Majorstävlingar
- LPGA Championship - Betty Burfeindt, USA
- US Womens Open - JoAnne Carner, USA

- - (Ej majortävling 1976)
- Kraft Nabisco Championship - Judy Rankin, USA
- Du Maurier Classic - Donna Caponi, USA

### Handboll
- 17 mars - Ystads IF blir svenska herrmästare.[1]
- 28 juli - De olympiska turneringarna avgörs i Montréal. Sovjet vinner herrturneringen före Rumänien och Polen.[23] Även i damturneringen vinner Sovjet, då före Östtyskland och Ungern.[24]

### Hastighetsåkning på skridskor
- 29 februari - Pat Kleine, Nederländerna blir herrvärldsmästare i Heerenveen före Sten Stensen, Norge och Hans van Helden, Nederländerna.[1]
- 6-7 mars - Johan Granath, Sverige blir sprintvärldsmästare på herrsidan i Västberlin före Dan Immerfall, USA och Peter Mueller, USA.[1]

### Hästsport

#### Galopp
- 25 juli - Svenska derbyt avgörs på Jägersro.[1]

### Ishockey
- 10 mars - Brynäs IF vinner svenska mästerskapet genom att finalbesegra Färjestads BK med 2-0 i finalserien.[25]
- 14 februari - Sovjet blir olympiska mästare i Innsbruck. Sverige deltar inte i denna turnering.[26]
- 25 april - Tjeckoslovakien blir världsmästare före Sovjet. Sverige kommer för tredje året i rad på tredje plats.[27]
- 16 maj - Montreal Canadiens vinner Stanley Cup genom att besegra Philadelphia Flyers med 4–0 i matcher i finalserien.[28]
- 15 september - Canada Cup avgörs för första gången. Kanada vinner premiärupplagan genom att vinna finalserien mot Tjeckoslovakien med 2–0 i matcher.[29]
- 21 december - Sovjet vinner Izvestijaturneringen i Moskva före Sverige och Tjeckoslovakien.[30]

### Motorsport

#### Formel 1
- 24 oktober - James Hunt, Storbritannien blir världsmästare genom att placera sig trea i Japans Grand Prix.[1]

#### Sportvagnsracing
- Den tyska biltillverkaren Porsche vinner sportvagns-VM.
- Jacky Ickx och Gijs van Lennep vinner Le Mans 24-timmars med en Porsche 936.

### Orientering
- 17 juli - Femdagarsloppet avslutas i Karlstad.[1]
- 24-26 september - Världsmästerskapen avgörs i Aviemore.[31]

### Schack
- 21 februari - Michael Tal, Sovjetunionen besegrar stormästaren Ulf Andersson, Sverige med 4.5-3.5 i Stockholm.[1]
- 11 november - USA vinner Schack-OS i Haifa före Nederländerna. Sovjetunionen och flera andra stater kommer inte av politiska skäl.[1]

### Simhopp
- 19 augusti - Sergej Nemtsanov, Sovjetunionen, som försökt hoppa av vid olympiska sommarspelen i Montréal, återvänder till Sovjetunionen sedan hans morbror insjuknat i sitt hem i Alma Ata.[1]
- Vid Olympiska sommarspelen 1976 erövrar
  - Ulrika Knape  silvermedalj i höga hopp

### Simning
- 19-21 mars - 22 svenska rekord noteras vid svenska kortbanemästerskapen i Göteborg.[1]
- 16 maj - Svenska olympiska testtävlingar hålls i Landskrona.[1]

### Skidor, alpina grenar
- 19 mars - Ingemar Stenmark, Sverige säkrar slutsegern i herrvärldscupen vid tävlingar i Québec.[1]

#### Herrar

##### Världscupen
- Totalsegrare: Ingemar Stenmark, Sverige
- Slalom: Ingemar Stenmark, Sverige
- Storslalom: Ingemar Stenmark, Sverige
- Störtlopp: Franz Klammer, Österrike

##### VM
- - Kombination (som ej ingick i det olympiska programmet)
- 1 Gustavo Thöni, Italien
- 2 Willi Frommelt, Liechtenstein
- 3 Greg Jones, USA
  - För övriga grenar se Olympiska vinterspelen 1976

##### SM
- - Slalom vinns av Ingemar Stenmark, Tärna IK Fjällvinden. Lagtävlingen vinns av Tärna IK Fjällvinden.
  - Storslalom vinns Ingemar Stenmark, Tärna IK Fjällvinden. Lagtävlingen vinns av Tärna IK Fjällvinden.
  - Störtlopp vinns av Anders Hansson, Åre SLK. Lagtävlingen vinns av Åre SLK.

#### Damer

##### Världscupen
- Totalsegrare: Rosi Mittermaier, Västtyskland
- Slalom: Rosi Mittermaier, Västtyskland
- Storslalom: Lise-Marie Morerod, Schweiz
- Störtlopp: Brigitte Totschnig, Österrike

##### VM
- - Kombination (som ej ingick i det olympiska programmet)
- 1 Rosi Mittermaier, Västtyskland
- 2 Danielle Debernard, Frankrike
- 3 Hanni Wenzel, Liechtenstein
  - För övriga grenar se Olympiska vinterspelen 1976

##### SM
- - Slalom vinns av Pia Gustafsson, Gällivare SK. Lagtävlingen vinns av IFK Lidingö.
  - Storslalom vinns av Jill Wahlstedt, Karlstad SLK. Lagtävlingen vinns av Östersund-Frösö SLK.
  - Störtlopp vinns av Monica Jonsson, Arbrå IK. Lagtävlingen vinns av IFK Lidingö

### Skidor, nordiska grenar
- 6-7 mars - Lahtisspelen avgörs.[1]

#### Herrar

##### Världscupen
- 1 Juha Mieto, Finland
- 2 Arto Koivisto, Finland
- 3 Ivar Formo, Norge

##### Övrigt
- 7 mars - Matti Kuosku, Högbo IF vinner Vasaloppet.[32]
- Okänt datum – Sixten Jernbergpriset tilldelas Erik Wäppling, IFK Umeå.

##### SM
- 15 km (F) vinns av Sven-Åke Lundbäck, Bergnäsets AIK. Lagtävlingen vinns av Edsbyns SK.
- 30 km (F) vinns av Sven-Åke Lundbäck, Bergnäsets AIK. Lagtävlingen vinns av IFK Mora.
- 50 km (K) vinns av Sven-Åke Lundbäck, Bergnäsets AIK. Lagtävlingen vinns av IFK Umeå.
- Stafett 3 x 10 km (K) vinns av Edsbyns SK med laget  Benny Södergren, Stig Jäder och Kjell Eliasson .

#### Damer

##### SM
- 5 km vinns av Eva Olsson, Delsbo IF. Lagtävlingen vinns av Delsbo IF.
- 10 km vinns av Eva Olsson, Delsbo IF. Lagtävlingen vinns av Delsbo IF.
- 20 km vinns av Eva Olsson, Delsbo IF. Lagtävlingen vinns av Delsbo IF.
- Stafett 3 x 5 km (K) vinns av Delsbo IF med laget  Margareta Hermansson, Eva Olsson och Gudrun Fröjdh .

### Tennis

#### Herrar
- 9 maj - Björn Borg, Sverige besegrar Guillermo Vilas, Argentina med 3-1 i set i WCT-finalen i Dallas.[1]
- 13 juni - Franska öppna i Paris avslutas.[1]
- 3 juli - Björn Borg, Sverige besegrar Ilie Năstase, Rumänien med 3-1 i set i Wimbledonfinalen.[1]
- 12 september - Jimmy Connors, USA besegrar Björn Borg, Sverige med 3-1 i set i US Open-finalen.[1]
- 14 november - Mark Cox, Storbritannien besegrar Manuel Orantes, Spanien med 2-1 i set i Stockholm Open-finalen.[1]

##### Davis Cup
- 19 december - Davis Cup: Italien finalbesegrar Chile med 4-1 i Santiago de Chile.[33]

##### Tennisens Grand Slam
- Australiska öppna - Mark Edmondson, Australien
- Franska öppna - Adriano Panatta, Italien
- Wimbledon - Björn Borg, Sverige
- US Open - Jimmy Connors, USA

#### Damer

##### Tennisens Grand Slam
- Australiska öppna - Evonne Goolagong, Australien
- Franska öppna - Sue Barker, England
- Wimbledon - Chris Evert, USA
- US Open - Chris Evert, USA
- 29 augusti - USA vinner Federation Cup genom att finalbesegra Australien med 2-1 i Philadelphia.[34]

### Tyngdlyftning
- 11 april - Europamästerskapen avslutas i Östberlin.[1]

### Volleyboll
- 30 juli – De olympiska turneringarna avgörs i Montréal. Polen vinner herrfinalen mot Sovjet med 3-2.[35] medan Japan vinner damfinalen mot Sovjet med 3-0.[36]

## Evenemang
- Olympiska sommarspelen 1976 äger rum i Montreal, Kanada
- Olympiska vinterspelen 1976 äger rum i Innsbruck, Österrike
- VM på cykel anordnas i Ostuni, Italien
- VM i ishockey anordnas i Katowice, Polen
- EM i bordtennis anordnas i Prag, Tjeckoslovakien.
- EM i fotboll anordnas i Belgrad och Zagreb, Jugoslavien

## Födda
- 6 januari – Richard Zedník, slovakisk ishockeyspelare.
- 23 januari – Lisen Bratt Fredricson, svensk ryttare, hoppning.
- 7 februari – Florent Brard, fransk tävlingscyklist.
- 14 februari – Milan Hejduk, tjeckisk ishockeyspelare.
- 15 februari – Henrik Nilsson, svensk kanotist.
- 4 mars – Tommy Jönsson, svensk fotbollsspelare.
- 8 mars – Therese Torgersson, svensk seglare.
- 11 mars – Nils Ekman, svensk ishockeyspelare.
- 16 mars – Susanne Ljungskog, svensk cyklist.
- 17 mars – Kim Johnsson, svensk ishockeyspelare
- 23 mars – Ricardo Zonta, brasiliansk racerförare.
- 29 mars – Jennifer Capriati, amerikansk tennisspelare.
- 5 april
  - Kim Collins, sprinter från Saint Kitts och Nevis.
  - Fernando Morientes, spansk fotbollsspelare.
- 13 april – Patrik Elias, tjeckisk ishockeyspelare.
- 18 april – Staffan Strand, svensk höjdhoppare.
- 24 april – Steve Finnan, irländsk fotbollsspelare.
- 1 maj – Anna Dahlberg, sedermera Anna Olsson, svensk längdåkare.
- 25 maj – Stefan Holm, svensk höjdhoppare.
- 30 maj – Magnus Norman, svensk tennisspelare.
- 8 juni – Lindsay Davenport, amerikansk tennisspelare.
- 23 juni – Patrick Vieira, fransk fotbollsspelare.
- 1 juli – Patrick Kluivert, nederländsk fotbollsspelare.
- 2 juli – Tomáš Vokoun, tjeckisk ishockeyspelare.
- 8 juli – Ellen MacArthur, brittisk seglare.
- 12 juli - Dan Boyle, kanadensisk ishockeyspelare.
- 24 juli - Tiago Monteiro, portugisisk racerförare.
- 3 augusti - Fredric Lundqvist, svensk fotbollsspelare.
- 15 augusti - Robert Kronberg, svensk häcklöpare.
- 27 augusti - Mark Webber, australisk racerförare.
- 10 september - Gustavo Kuerten, brasiliansk tennisspelare.
- 13 september – José Théodore, kanadensisk ishockeymålvakt.
- 26 september - Michael Ballack, tysk fotbollsspelare.
- 12 oktober – Kajsa Bergqvist, svensk friidrottare, höjdhoppare.
- 26 oktober – Miikka Kiprusoff, finländsk ishockeymålvakt.
- 7 november
  - Mark Philippoussis, australisk tennisspelare.
  - Jimmy Samuelsson, svensk brottare.
- 10 november – Mike Leclerc, kanadensisk NHL-spelare.
- 17 november – Karl Corneliusson, svensk fotbollsspelare
- 19 november – Petr Sykora, tjeckisk ishockeyspelare.
- 23 november – Tony Renna, amerikansk Indycarförare.

## Avlidna
- 7 januari – Frans Persson, svensk gymnast, ett OS-guld.
- 20 maj - Tommy Jansson, 23, svensk speedwayförare (under tävling).[1]
- 16 juli – Gehnäll Persson, svensk dressyrryttare, två OS-guld.
- 25 oktober – John Sörensson, svensk gymnast, två OS-guld.

## Bildade föreningar och klubbar
- 4 augusti - Linköpings HC, ishockeyklubb i Sverige
- HC Lidköping, ishockeyklubb i Sverige
- Brahe Basket, basketklubb i Sverige

### Fotnoter
1. 1 2 3 4 5 6 7 8 9 10 11 12 13 14 15 16 17 18 19 20 21 22 23 24 25 26 27 28 29 30 31 32 33 34 35 36 37 38 39 40 41 42 43 44 45 46   Horisont 1976. Bertmarks
2. ↑  ”Svenska Bandyförbundet”. Arkiverad från originalet den 19 mars 2012. https://web.archive.org/web/20120319045424/http://iof1.idrottonline.se/SvenskaBandyforbundet/Bandy-Sverige/SvenskaBandyforbundet/Historikochstatistik/Historiskamilstolpar/Bandyhistoria1966-1984/. Läst 2 september 2011.
3. ↑  Erik Jonsson (7 mars 1976). ”1970–1979”. Svenska Bandyförbundet. https://www.svenskbandy.se/BANDYFINALEN/HISTORIK/Svenskamastare/Herrar/1970-1979/. Läst 18 mars 2020.
4. ↑  Erik Jonsson (14 mars 1976). ”1973–1979”. Svenska bandyförbundet. https://www.svenskbandy.se/BANDYFINALEN/HISTORIK/Svenskamastare/Damer/1973-1979/. Läst 24 mars 2018.
5. ↑  ”Slutspelet 1975/76”. Jimbo Bandy. Arkiverad från originalet den 25 maj 2012. https://archive.is/20120525061637/http://www.jimbobandy.nu/70-tal/76_slut.html. Läst 20 augusti 2011.
6. ↑  ”1976 World Series” (på engelska). Baseball-Reference.com. http://www.baseball-reference.com/postseason/1976_WS.shtml. Läst 10 juli 2015.
7. ↑  ”Sport Statistics”. Arkiverad från originalet den 24 maj 2012. https://web.archive.org/web/20120524142153/http://todor66.com/basketball/Europe/Women_1976.html. Läst 24 augusti 2011.
8. ↑  ”Basketball Reference”. http://www.basketball-reference.com/leagues/NBA_1976_games.html. Läst 25 augusti 2011.
9. ↑  ”Sport Statistics”. Arkiverad från originalet den 25 maj 2012. https://web.archive.org/web/20120525161618/http://www.todor66.com/basketball/Olympic/Women_1976.html. Läst 23 augusti 2011.
10. ↑  ”Sport Statistics”. Arkiverad från originalet den 25 maj 2012. https://web.archive.org/web/20120525123555/http://www.todor66.com/basketball/Olympic/Men_1976.html. Läst 23 augusti 2011.
11. ↑  ”African Nations Cup 1976” (på engelska). RSSSF. http://www.rsssf.com/tables/76a.html. Läst 16 augusti 2011.
12. 1 2 3  ”European Competitions 1975-76” (på engelska). RSSSF. http://www.rsssf.com/ec/ec197576.html. Läst 16 augusti 2011.
13. ↑  ”England FA Challenge Cup 1975-1976” (på engelska). RSSSF. http://www.rsssf.com/tablese/engcup1976.html. Läst 19 augusti 2012.
14. ↑  ”IFK Göteborgs arenor genom åren”. IFK Göteborg. https://ifkgoteborg.se/om-ifk-goteborg/gamla-ullevi/#ifk-goteborgs-arenor-genom-aren. Läst 10 oktober 2011.
15. ↑  Jimmy Lindahl (11 juni 2005). ”Svenska cupen – finalmatcher”. Bolletinen. http://www.bolletinen.se/sfs/pdf/stat_h_allsvens_1941_2005_stat_herr_cupen_finalmatcher.pdf. Läst 21 augusti 2012.
16. ↑  ”Asian Nations Cup 1976” (på engelska). RSSSF. http://www.rsssf.com/tables/76asch.html. Läst 16 augusti 2011.
17. ↑  ”European Championship 1976” (på engelska). RSSSF. http://www.rsssf.com/tables/76e.html. Läst 12 augusti 2011.
18. ↑  ”Nordic Championships (Women) 1976” (på engelska). RSSSF. http://www.rsssf.com/tablesw/wnord7482.html#76. Läst 20 augusti 2012.
19. ↑  ”Games of the XXI. Olympiad” (på engelska). RSSSF. http://www.rsssf.com/tableso/ol1976f.html. Läst 16 augusti 2011.
20. ↑  ”1970” (på portugisiska). Sylvesterloppet. Arkiverad från originalet den 1 mars 2014. https://web.archive.org/web/20140301024448/http://www.saosilvestre.com.br/1970. Läst 19 augusti 2012.
21. ↑  ”Boston Marathon”. Arkiverad från originalet den 27 april 2015. https://web.archive.org/web/20150427035419/http://www.baa.org/races/boston-marathon/boston-marathon-history/past-champions/past-mens-open-champions.aspx. Läst 9 april 2011.
22. ↑  ”Boston Marathon”. Arkiverad från originalet den 7 mars 2012. https://web.archive.org/web/20120307073943/http://www.baa.org/races/boston-marathon/boston-marathon-history/past-champions/past-womens-open-champions.aspx. Läst 9 april 2011.
23. ↑  ”Sport Statistics”. Arkiverad från originalet den 24 augusti 2011. https://web.archive.org/web/20110824151637/http://www.todor66.com/handball/Olympic/Men_1976.html. Läst 23 augusti 2011.
24. ↑  ”Sport Statistics”. Arkiverad från originalet den 17 september 2012. https://web.archive.org/web/20120917024423/http://www.todor66.com/handball/Olympic/Women_1976.html. Läst 23 augusti 2011.
25. ↑  ”Championnat de Suède 1975/76” (på franska). Hockey Archives. 5 oktober 1975. Arkiverad från originalet den 3 november 2015. https://web.archive.org/web/20151103232229/http://www.hockeyarchives.info/Suede1976.htm. Läst 15 augusti 2011.
26. ↑  ”Jeux Olympiques d'Innsbruck 1976” (på franska). Hockey Archives. 14 februari 1976. https://www.hockeyarchives.info/JO1976.htm. Läst 15 augusti 2011.
27. ↑  ”Championnats du monde 1976” (på franska). Hockey Archives. 25 april 1976. https://www.hockeyarchives.info/mondial1976.htm. Läst 15 augusti 2011.
28. ↑  ”NHL 1975/76” (på franska). Hockey Archives. https://www.hockeyarchives.info/NHL1976.htm. Läst 23 mars 2020.
29. ↑  ”Coupe Canada 1976” (på franska). Hockey Archives. 15 september 1976. https://www.hockeyarchives.info/coupecanada1976.htm. Läst 15 augusti 2011.
30. ↑  ”Matches internationaux 1976/77” (på franska). Hockey Archives. 21 december 1976. https://www.hockeyarchives.info/inter1977.htm. Läst 20 augusti 2012.
31. ↑  ”World Orienteering Championships 1976” (på engelska). http://orienteering.org/events/?event_id=21. Läst 20 augusti 2012.
32. ↑  ”Historiska segrare”. Vasaloppet. Arkiverad från originalet den 22 mars 2020. https://web.archive.org/web/20200322121012/https://www.vasaloppet.se/wp-content/uploads/sites/1/2019/09/historiska_segrare_vasaloppet_sve_2019-09-18.pdf. Läst 5 september 2011.
33. ↑  ”Davis Cup”. http://www.daviscup.com/en/results/tie/details.aspx?tieId=10002625. Läst 20 augusti 2011.
34. ↑  ”Fed Cup”. Arkiverad från originalet den 24 mars 2012. https://web.archive.org/web/20120324133434/http://www.fedcup.com/en/results/tie/details.aspx?tieId=20003328. Läst 21 augusti 2011.
35. ↑  ”Sport Statistics”. Arkiverad från originalet den 25 juni 2015. https://web.archive.org/web/20150625194432/http://todor66.com/volleyball/Olympics/Men_1976.html. Läst 24 augusti 2011.
36. ↑  ”Sport Statistics”. Arkiverad från originalet den 20 januari 2012. https://web.archive.org/web/20120120195047/http://todor66.com/volleyball/Olympics/Women_1976.html. Läst 24 augusti 2011.